# حزب محافظه‌کار نیکاراگوئه
حزب محافظه‌کار نیکاراگوئه (به اسپانیایی: Partido Conservador de Nicaragua) حزبی سیاسی در نیکاراگوئه است. حزب در سال ۱۹۹۲ در پی ادغام حزب محافظه‌کار دموکرات، حزب محافظه‌کار سوسیال و حزب محافظه‌کار کار ایجاد شد. در انتخابات مجلس ۲۰۰۱ حزب ۲۹۹۳۳ رای (۲٫۱٪، ۱ کرسی) دریافت کرد. در انتخابات ریاست جمهوری ۲۰۰۱ نامزد حزب، آلبرتو سابوریو (Alberto Saborío)، به ۲۷۹۲۵ رای (۱٫۴٪) دست یافت. 